# Carbénium

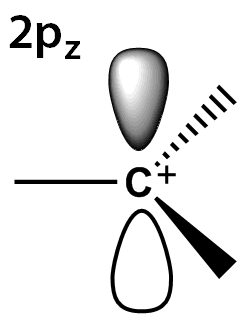
Configuration d'un ion carbénium tertiaire

Trois orbitales sp^{2}.

Un ion carbénium est un carbocation dont l'atome de carbone qui porte la charge électrique est trivalent, ce qui lui donne une configuration plane trigonale résultant d'une hybridation sp2.
Outre l'ion méthylium CH3+, on distingue les ions carbénium primaires RCH2+, secondaires R2CH+ et tertiaires R3C+.